# Щ-110
«Щ-110» — советская дизель-электрическая торпедная подводная лодка времён Второй мировой войны, принадлежит к серии V проекта Щ — «Щука».

## История корабля
Лодка была заложена 27 марта 1932 года в Ленинграде на заводе № 190 «Северная верфь», впоследствии передана на завод № 189 «Балтийский завод». В том же году была доставлена в разобранном виде на завод № 202 «Дальзавод» во Владивостоке для сборки и достройки, спущена на воду в октябре 1933 года. 7 декабря 1933 года получила имя «Язь». 18 мая 1934 года был подписан приёмный акт, 7 июня лодка вошла в состав Морских Сил Дальнего Востока под обозначением «Щ-32».

### Служба
- 15 сентября 1934 года получила обозначение «Щ-110».
- В годы Второй мировой войны в боевых действиях не участвовала.
- 10 июня 1949 года переименована в «С-110».
- 11 сентября 1954 года исключена из состава флота.
- 1 декабря 1954 года  расформирована, впоследствии разделана на металл.

## Командиры лодки
- ноябрь 1933 — август 1934 — Н. И. Цирульников.
- 1934 — … — А. В. Исаев.
- июль 1938 — ноябрь 1940 — Г. И. Щедрин.
- … — август 1945 — … — Г. И. Хорошилов.